# Petra Čiháková
Petra Čiháková (* 15. dubna 1986 Pelhřimov) je literární influencerkou, organizátorkou kulturních, společenských a sportovních akcí, příležitostnou moderátorkou, publicistkou, básnířkou a autorkou projektu Knihy trochu jinak zaměřeného na pomoc studentům s povinnou literaturou. Účastní se tematických besed na školách po celé České republice.

## Život
Jejím rodištěm je město Pelhřimov, kde prožila podstatnou část svého dětství a doby dospívání. Vyučila se kadeřnicí, poté vystudovala obchodní školu a obor tvůrčí psaní a publicistika na Literární akademii Josefa Škvoreckého. Již během studií se usadila v Praze, kde žije se svou rodinou. Jejím manželem je Miloš Čihák, bývalý motocyklový závodník, v současnosti podnikatel zejména v oblasti IT a manažer moto-sportu. Spolu mají tři děti – Miloše, Annu a Martina.

## Dílo
První publikovanou knihou Petry Čihákové je básnická sbírka Ženská přitažlivost (2020). Napsala ji společně s pražským básníkem Jiřím Brůnou. Jde o pomyslný dialog stárnoucího básníka a mladé básnířky zachycující protiklady mužského a ženského světa. Na spoluautorskou prvotinu volně navazuje poetická sbírka Tajemství dobra (2022) vydaná v témže nakladatelství a se stejným spoluautorem. Sbírka obsahuje pozitivně zabarvená hesla, k nimž jsou připojeny verše. Vedle autorské tvorby je iniciátorkou a realizátorkou projektů, jejichž společným motivem je rozvoj kreativity a osobnostní růst zejména mladých lidí. Nejvýraznějším z nich je projekt Knihy trochu jinak primárně zacílený na studenty vyšších ročníků SŠ.

## Knihy trochu jinak
Jde o projekt zaměřený na kreativní a osobní rozvoj studentů základních a středních škol, středních odborných učilišť a gymnázií. Studenti v něm vytvářejí libovolná autorská díla na motivy vybraných titulů domácí i zahraniční klasické literatury. Vznikají tak například ilustrace, sochy, taneční a hudební čísla, básně, vtipy, komiksy, loutky, fotografie, videa, 3D tisky, vizualizace, avatary, kostýmy, marketingové strategie a další ztvárnění. Jde o participativní přístup a jinou metodu výuky českého jazyka oproti metodám stávajícím a převažujícím. 
Východiskem projektu jsou studentská autorská díla, jejich prezentace, výstavy a představení. Na projektu Knihy trochu jinak (KTJ) se od jeho počátku podílela řada známých osobností z oblasti kultury, umění či sportu, například Gabriela Soukalová, Olga Lounová, Ondřej Slanina, Nela Boudová, Lucie Vondráčková, Ivana Jirešová, Jakub Ludvík a další.
Z myšlenek projektu vychází další plánované či uskutečněné akce, a to např. výstava Franz Kafka očima studentů, jež byla realizována v dubnu 2024 jako připomínka výročí 100 let od úmrtí jednoho z nejslavnějších spisovatelů české historie. Program vernisáže inspirované dílem i životem Kafky zahrnoval taneční a sborová vystoupení, dobovou módní přehlídku, loutkové divadlo nebo diskusi se speciálními patrony a hosty Evou Lustigovou nebo Aurelem Klimtem. Obdobná výstava byla realizována též v českém centru v Paříži (2024). S hlavními myšlenkami a výsledky KTJ se budou moci seznámit též návštěvníci světové výstavy EXPO 2025, která se bude konat v Japonsku.
Dalším navazujícím projektem je iniciativa Čeština trochu jinak, v jejímž rámci byla čerstvě představena učebnice pro žáky třetích až sedmých ročníků s názvem Čeština nejen pro mladé fotbalisty/ky. Cílem je zábavnou formou rozvíjet dovednost porozumění textu a celkovou čtenářskou gramotnost cílové skupiny směrem k didaktickým testům a přijímacím zkouškám, jakož i obdobných kompetencí pro běžný občanský život. Jednotlivé texty a úlohy obsažené v učebnici jsou sesbírány z reálných novinových článků a příspěvků ze sportovního prostředí. Ambasadory zmíněné knihy jsou fotbalová legenda Jan Koller a moderátorka ČT Sport Barbora Černošková.